# Ubmasjk
Ubmasjk, enligt tidigare ortografi Uppmask, är en sjö i Jokkmokks kommun i Lappland och ingår i Luleälvens huvudavrinningsområde. Sjön har en area på 1,67 kvadratkilometer och ligger 625 meter över havet. Uppmask ligger i Kvikkjokk-Kabla fjällurskog Natura 2000-område.

## Delavrinningsområde
Ubmasjk ingår i det delavrinningsområde (743186-159269) som SMHI kallar för Utloppet av Uppmask. Medelhöjden är 669 meter över havet och ytan är 7,2 kvadratkilometer. Det finns inga avrinningsområden uppströms utan avrinningsområdet är högsta punkten. Ubmasjkjåhkå som avvattnar avrinningsområdet har biflödesordning 4, vilket innebär att vattnet flödar genom totalt 4 vattendrag (Njáhkájåhkå, Gamájåhkå, Lilla Luleälv, Luleälven) innan det når havet efter 314 kilometer. Avrinningsområdet består mestadels av skog (68 procent). Avrinningsområdet har 1,67 kvadratkilometer vattenytor vilket ger det en sjöprocent på 23,2 procent.